# Cornus ulotricha
Cornus ulotricha är en kornellväxtart som beskrevs av C. K. Schneider och Wangerin. Cornus ulotricha ingår i släktet korneller, och familjen kornellväxter. Inga underarter finns listade i Catalogue of Life.